# Rusty Crawford

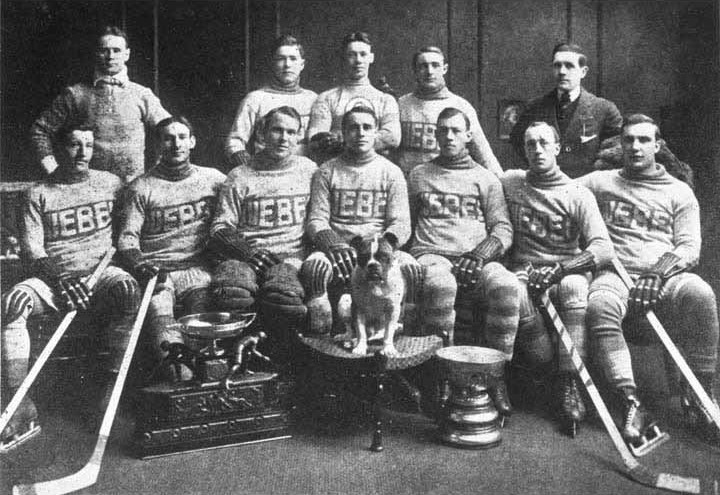
Rusty Crawford, tvåa från vänster i främre raden, med Quebec Bulldogs och Stanley Cup 1913.

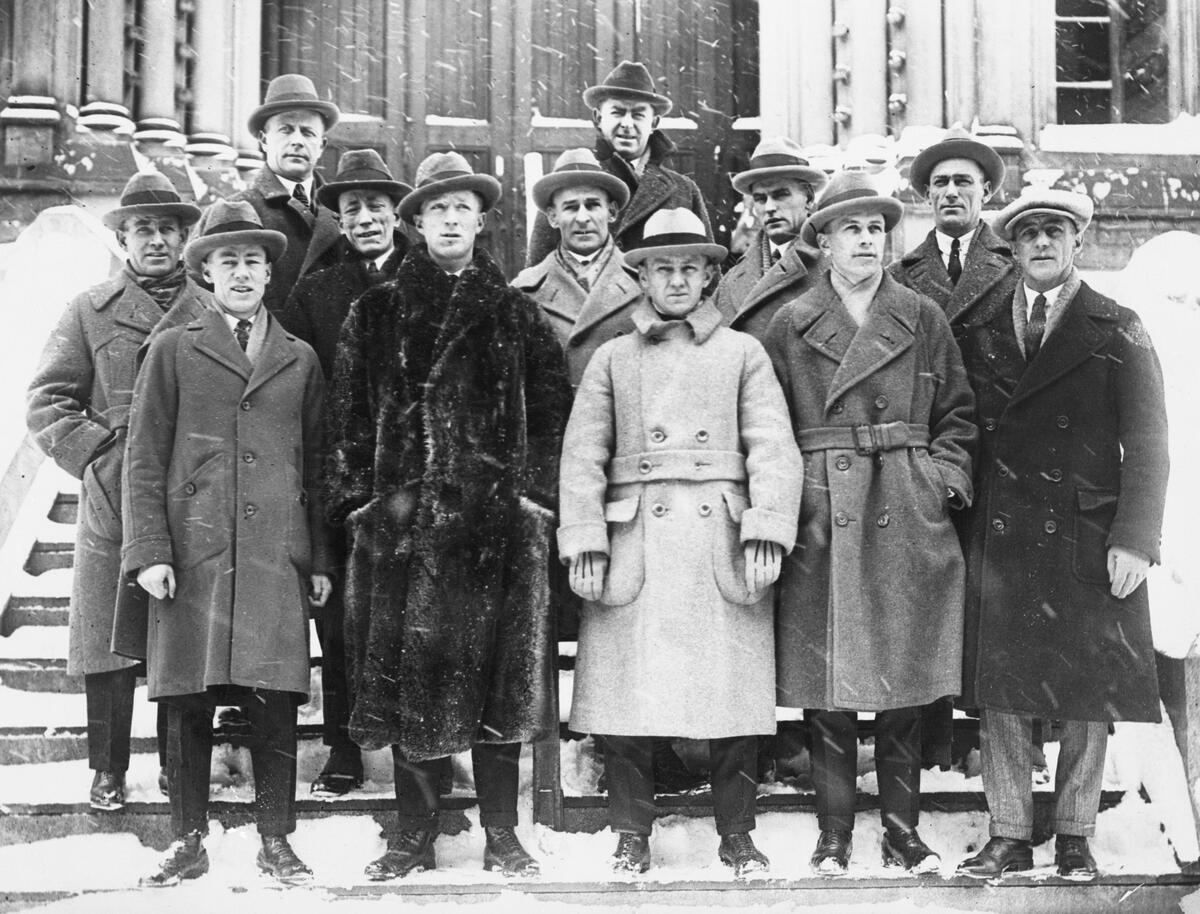
Rusty Crawford, i mitten i mellanraden, med Calgary Tigers i Montreal inför Stanley Cup-finalen mot Montreal Canadiens 1924.

Samuel Russell "Rusty" Crawford, född 7 november 1885 i Cardinal, Ontario, död 19 december 1971 i Prince Albert, Saskatchewan, var en kanadensisk professionell ishockeyspelare.

## Karriär
Rusty Crawford spelade i NHA för Quebec Bulldogs åren 1912–1917 och gjorde 98 poäng på 99 matcher. Då NHA lades ner och NHL bildades säsongen 1917–18 delade Crawford sin tid mellan Ottawa Senators och Toronto Arenas. NHL-säsongen 1918–19 spelade han för Arenas och gjorde 7 mål och 11 poäng på 18 matcher.
Från 1919 till säsongen 1922–23 spelade Crawford för Saskatoon Crescents i Saskatchewan Senior Hockey League och Western Canada Hockey League. I WCHL spelade han även två och en halv säsong för Calgary Tigers. Efter en säsong med Vancouver Maroons avslutade han karriären med fyra år i Minneapolis Millers i American Hockey Association.
Crawford vann två Stanley Cup, 1913 med Quebec Bulldogs och 1918 med Toronto Arenas. 1924 spelade han Stanley Cup-final med Calgary Tigers mot Montreal Canadiens men laget föll i två raka matcher med siffrorna 1-6 och 0-3.
1962 valdes Rusty Crawford in i Hockey Hall of Fame.

## Statistik
SSHL = Saskatchewan Senior Hockey League, AHA = American Hockey Association
| 1909–10     | Prince Albert Mintos              | Sask-Pro    | 3   | 4  | 0  | 4  | –   | 4 | 1 | 0 | 1 | 14 |
| 1910–11     | Prince Albert Mintos              | Sask-Pro    | 7   | 26 | 0  | 26 | –   | 4 | 4 | 0 | 4 | 26 |
| 1911–12     | Saskatoon Hoo-Hoos                | Sask-Pro    | 7   | 7  | 0  | 7  | –   | — | — | — | — | —  |
|             | Saskatoon Wholesalers             | Sask-Pro    | 1   | 2  | 0  | 2  | –   | 2 | 2 | 0 | 2 | 12 |
| 1912–13     | Quebec Bulldogs                   | NHA         | 19  | 4  | 0  | 4  | 29  | – | – | – | – | –  |
|             | Quebec Bulldogs                   | Stanley Cup | –   | –  | –  | –  | –   | 1 | 0 | 0 | 0 | 0  |
| 1913–14     | Quebec Bulldogs                   | NHA         | 19  | 15 | 10 | 25 | 14  | — | — | — | — | —  |
| 1914–15     | Quebec Bulldogs                   | NHA         | 20  | 18 | 8  | 26 | 30  | — | — | — | — | —  |
| 1915–16     | Quebec Bulldogs                   | NHA         | 22  | 18 | 5  | 23 | 54  | — | — | — | — | —  |
| 1916–17     | Quebec Bulldogs                   | NHA         | 19  | 11 | 9  | 20 | 77  | — | — | — | — | —  |
| 1917–18     | Ottawa Senators                   | NHL         | 12  | 2  | 2  | 4  | 15  | — | — | — | — | —  |
|             | Toronto Arenas                    | NHL         | 8   | 1  | 2  | 3  | 51  | 2 | 2 | 1 | 3 | 9  |
| 1918–19     | Toronto Arenas                    | NHL         | 18  | 7  | 4  | 11 | 51  | — | — | — | — | —  |
| 1919–20     | Saskatoon Crescents               | SSHL        | 12  | 3  | 3  | 6  | 14  | — | — | — | — | —  |
| 1920–21     | Saskatoon Crescents               | SSHL        | 14  | 11 | 7  | 18 | 12  | 4 | 2 | 2 | 4 | 4  |
| 1921–22     | Saskatoon Sheiks-Moose Jaw Sheiks | WCHL        | 24  | 8  | 8  | 16 | 29  | — | — | — | — | —  |
| 1922–23     | Saskatoon Crescents               | WCHL        | 19  | 7  | 6  | 13 | 10  | — | — | — | — | —  |
|             | Calgary Tigers                    | WCHL        | 11  | 3  | 1  | 4  | 7   | — | — | — | — | —  |
| 1923–24     | Calgary Tigers                    | WCHL        | 26  | 4  | 4  | 8  | 21  | 2 | 1 | 0 | 1 | 2  |
|             | Calgary Tigers                    | West-P      | –   | –  | –  | –  | –   | 3 | 0 | 1 | 1 | 4  |
|             | Calgary Tigers                    | Stanley Cup | –   | –  | –  | –  | –   | 2 | 0 | 0 | 0 | 0  |
| 1924–25     | Calgary Tigers                    | WCHL        | 27  | 12 | 2  | 14 | 27  | 2 | 0 | 0 | 0 | 4  |
| 1925–26     | Vancouver Maroons                 | WHL         | 14  | 0  | 0  | 0  | 8   | — | — | — | — | —  |
| 1926–27     | Minneapolis Millers               | AHA         | 32  | 2  | 3  | 5  | 51  | 6 | 3 | 0 | 3 | 13 |
| 1927–28     | Minneapolis Millers               | AHA         | 34  | 4  | 2  | 6  | 27  | 8 | 3 | 0 | 3 | 10 |
| 1928–29     | Minneapolis Millers               | AHA         | 40  | 9  | 3  | 12 | 33  | 4 | 0 | 0 | 0 | 0  |
| 1929–30     | Minneapolis Millers               | AHA         | 45  | 3  | 4  | 7  | 32  | — | — | — | — | —  |
| NHA totalt  | NHA totalt                        | NHA totalt  | 99  | 66 | 32 | 98 | 204 | – | – | – | – | –  |
| NHL totalt  | NHL totalt                        | NHL totalt  | 38  | 10 | 8  | 18 | 117 | 2 | 2 | 1 | 3 | 9  |
| WCHL totalt | WCHL totalt                       | WCHL totalt | 107 | 34 | 21 | 55 | 94  | 4 | 1 | 0 | 1 | 6  |